# Reis-Congee

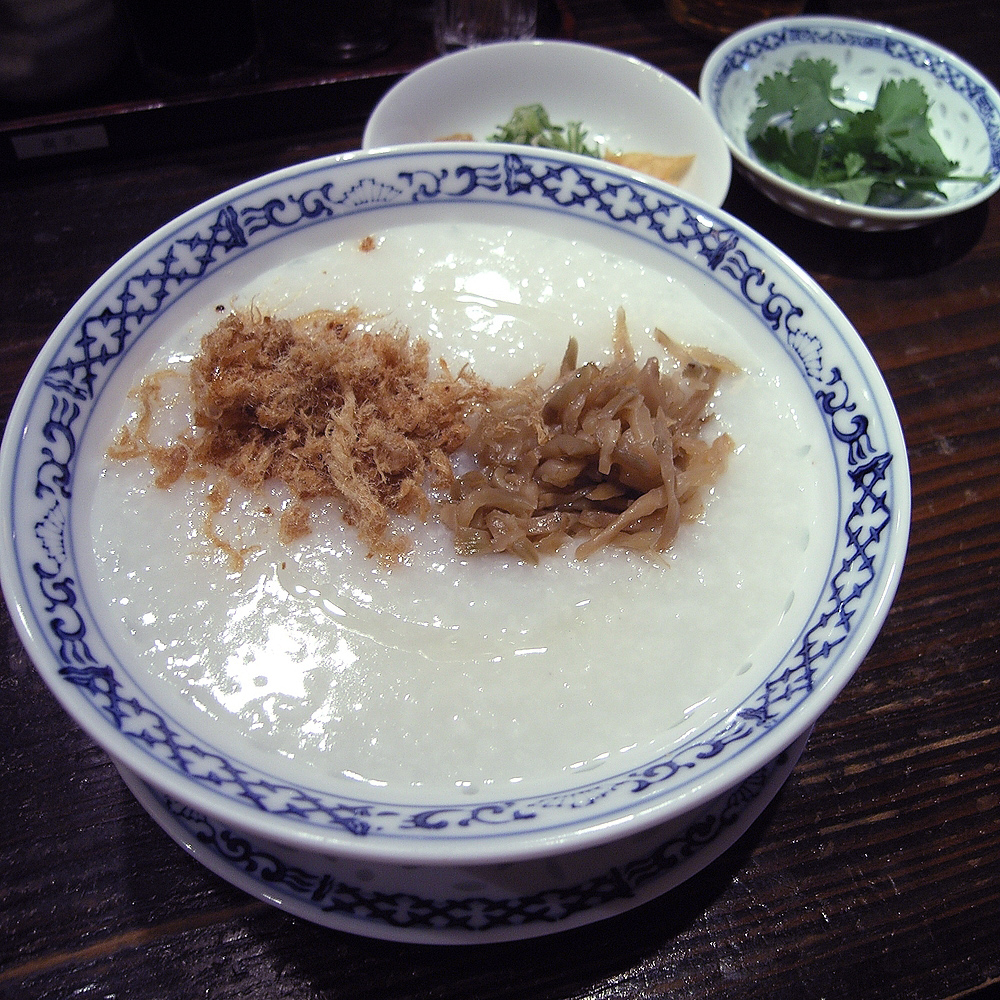
Chinesisches Reis-Congee mit Rousong – 肉鬆, eingelegtem Tsa Tsai – 榨菜 und frischem Koriander – 芫茜

Reis-Congee (Tamil kanji, IPA [ˈkɒndʒiː]; Thai โจ๊ก chok, auch joke; Viet. cháo; Tagalog lugaw; chinesisch 粥, Pinyin zhōu, Jyutping zuk1, 稀飯 / 稀饭,  xīfàn, Jyutping hei1faan6) ist ein Reisbrei, der in Asien, besonders in China, vor allem zum Frühstück gegessen wird.
Zur Zubereitung wird ein Teil Reis mit zehn bis zwölf Teilen Wasser oder Brühe aufgekocht und etwa vier Stunden bei schwacher Hitze gegart, bis der Reis zerfallen und ein sämiger, fast geschmackloser Brei entstanden ist. Wegen der langen Zubereitungszeit wird Reis-Congee meist für mehrere Tage auf Vorrat gekocht.
Serviert wird Reis-Congee pur oder ergänzt mit weiteren Zutaten wie Tsa Tsai, Bambussprossen, Fisch, Fleisch, Tausendjährigen Eiern, Erdnüssen, Schalotten und Sojasauce. Als Süßspeise wird Reis-Congee mit roten Bohnen und Zucker vermischt.
Die japanische Variante, Okayu (jap. お粥 seltener 御粥 Kana おかゆ), wird fester, mit nur sechs Teilen Wasser und mit einer halben bis zu einer Stunde auch wesentlich kürzer gekocht. In Japan (okayu, ohne das Honorativpräfix „O“ als kayu) und in China (zhou) ist der Reisbrei eine übliche Krankenkost. Der Nanakusagayu (七草粥 ‚Sieben-Kräuter-Okayu‘, Kana ななくさがゆ), Okayu mit sieben verschiedenen Kräutern, wird traditionell am 7. Januar gegessen, um für das neue Jahr das Böse abzuwenden und Glück und langes Leben zu wünschen.
Die koreanische Küche kennt diese Speise als Juk (kor. 죽, Hanja 粥).
In der chinesischen Medizin wird Reis-Congee mit jeweils bestimmten weiteren Zutaten in der Ernährungstherapie eingesetzt.